# Пусич, Весна
Весна Пусич (хорв. Vesna Pusić; 25 марта 1953; Загреб, Социалистическая Федеративная Республика Югославия) — хорватский политический деятель, один из виднейших членов либеральной Хорватской народной партии. С 23 декабря 2011 года по 22 января 2016 года занимала должность министра иностранных дел и европейской интеграции Республики Хорватии в левоцентристском правительстве Зорана Милановича.
Включилась в политическую деятельность в начале 1990-х, три срока подряд была депутатом Сабора, будучи избранной на выборах 2000, 2003 и 2007 годов. Кроме того, боролась за пост Президента на выборах 2009—2010 годов как кандидат от ХНП-ЛД, выйдя на пятое место с 7,25 % голосов. Во время своего третьего депутатского срока в 2008—2011 возглавляла парламентскую комиссию по отслеживанию продвижения переговоров о вступлении Хорватии в Евросоюз.

## Биография
Весна Пусич родилась в Загребе, в семье профессора факультета права Загребского университета Евгения Пусича. Её мать Вишня была профессором английского языка, а брат Зоран — известный активист движения за гражданские права и мир.
В 1971 году окончила гимназию, а в 1976 — философский факультет Загребского университета, где изучала социологию и философию.
С 1975 по 1979 год была членом Международной исследовательской группы, проводила научные исследования по промышленной демократии в Европе. С 1976 по 1978 год работала научным сотрудником Института социологии Люблянского университета.
С 1978 года работает на кафедре социологии философского факультета Загребского университета и преподает курсы по теории промышленной демократии и социологии политики. На этом же факультете в 1984 году получила докторскую степень по социологии, а в 1988 стала штатным профессором.
В 1978 году Пусич была одной из семи женщин, которые основали первую феминистическую организацию в Югославии Žena i društvo (женщина и общество), столкнувшись с ожесточенной критикой со стороны тогдашней коммунистической власти.
В 1990 Весна Пусич выступила одним из 28 членов-основателей Хорватской народной партии (хорв. Hrvatska narodna stranka) после участия в Коалиции народного согласия (хорв. Koalicija narodnog sporazuma), блоке умеренных националистических и либеральных партий, сформированном накануне первых многопартийных выборов в Хорватии, состоявшихся 22 апреля 1990 года. В 1992 году оставила партийную деятельность, но вернулась к той же партии в 1997 году и впоследствии стала её главой, в период с 2000 по 2008 год. Впервые попала в парламент после выборов 2000 года.
В 1992 году Пусич была одной из основательниц и директором неправительственного и беспартийного аналитического центра по вопросам культуры демократии Erasmus Guild, а также издателем и редактором журнала Erasmus, уделяя особое внимание различным вопросам переходного периода в Хорватии, странах бывшей Югославии и Восточной Европы. Центр прекратил деятельность в 1998 году.
В 2005 и 2008 годах назначалась руководителем Национального комитета по делам переговоров с ЕС, органом, который курирует переговоры о вступлении Хорватии в ЕС и состоит из членов парламента, а также представителей Президента, научных кругов, работодателей и представителей профсоюзов.
В 2006 и 2008 годах Пусич занимала пост вице-председателя Европейской партии либеральных демократов и реформаторов.
Пусич преподавала в Чикагском университете, в Корнеллском университете (Нью-Йорк), а также в методистском Американском университете (Вашингтон, округ Колумбия) и Международном центре поддержки ученых им. Вудро Вильсона.
Пусич живёт с мужем в Загребе. Её дочь в настоящее время живёт в Лондоне и изучает кинопроизводство по программе подготовки магистров в престижной Лондонской киношколе.